# Poggio dei Persi
Poggio dei Persi, attestato nel XIX secolo come Poggio de' Persi, è una dorsale dell'isola d'Elba situata alle pendici del Masso dell'Omo, di cui costituisce un contrafforte in direzione nord. Sulle sue pendici si trova la formazione rocciosa di Pente Mala. Il toponimo deriva dall'antico termine locale persi che indica gli alberi di Prunus persica.

## Ambiente
La vegetazione è composta da macchia mediterranea di Arbutus unedo e Quercus ilex.